# Івлієв Костянтин Олексійович
Констянтин Олексійович Івлієв (7 серпня 2000 , Москва ) — російський шорт-трекіст, олімпійський медаліст.

## Олімпійські ігри
| Рік  | Місто        | 500 метрів | 1000 метрів | 1500 метрів | Е | ЗЕ |
| ---- | ------------ | ---------- | ----------- | ----------- | - | -- |
| 2022 | Пекін, Китай | 2          | —           | —           |   | 7  |

## Виступи на чемпіонатах світу
| Рік  | Місто                | 500 метрів | 1000 метрів | 1500 метрів | Е | Б  |
| ---- | -------------------- | ---------- | ----------- | ----------- | - | -- |
| 2021 | Дордрехт, Нідерланди | 6          | 13          | 22          | 4 | 12 |

## Виступи на чемпіонатах Європи
| Рік  | Місто                | 500 метрів | 1000 метрів | 1500 метрів | Е | Б |
| ---- | -------------------- | ---------- | ----------- | ----------- | - | - |
| 2019 | Дордрехт, Нідерланди | —          | —           | —           | 3 | — |
| 2021 | Гданськ, Польща      | 1          | 19          | 14          | 3 | 6 |

## Зовнішні посилання
- Констянтин Івлієв [Архівовано 13 лютого 2022 у Wayback Machine.] — профіль на сайті Shorttrackonline(англ.)
- Констянтин Івлієв [Архівовано 13 лютого 2022 у Wayback Machine.] — профіль на сайті Міжнародного союзу ковзанярів(англ.)

## Виноски
1. 1 2 3  http://www.isu.html.infostradasports.com/cache/TheASP.asp@PageID%3D302037&SportID%3D302&Personid%3D1630699&TaalCode%3D2&StyleID%3D0&Cache%3D2.html?926128